# Sylvie Vartan chante pour les enfants volume 1
Albums de Sylvie Vartan
Toutes les femmes ont un secret
(1996) Sensible
(1998)
Sylvie Vartan chante pour les enfants volume 1  est le 33e album studio de Sylvie Vartan, il sort en 1997.
Un second volume sort en 1998.

## Liste des titres
| No  | Titre                      | Paroles | Musique | Durée |
| --- | -------------------------- | ------- | ------- | ----- |
| 1.  | Kouklitchka                |         |         | 3:11  |
| 2.  | Pirouette Cacahuète        |         |         | 2:03  |
| 3.  | La mère Michel             |         |         | 1:42  |
| 4.  | Il était une bergère       |         |         | 1:56  |
| 5.  | À la volette               |         |         | 2:25  |
| 6.  | Cadet Rousselle            |         |         | 2:03  |
| 7.  | À la claire fontaine       |         |         | 2:58  |
| 8.  | Le Pont du nord            |         |         | 2:18  |
| 9.  | En passant par la Lorraine |         |         | 1:51  |
| 10. | File la laine              |         |         | 2:38  |
| 11. | Le pont d'Avignon          |         |         | 1:50  |
| 12. | Il était un petit navire   |         |         | 4:20  |
| 13. | Au clair de la lune        |         |         | 2:04  |
| 14. | Jean de la Lune            |         |         | 1:56  |
| 15. | Aux marches du palais      |         |         | 3:24  |
| 16. | Joli tambour               |         |         | 4:10  |
| 17. | Ainsi font font            |         |         | 0:56  |
| 18. | P'tit bateau               |         |         | 3:23  |